# Póczik Szilveszter
Póczik Szilveszter (Veszprém, 1957. október 6. –) magyar történész, kriminológus, nyelvész, a történelemtudomány kandidátusa. Társadalomtudományi munkája elismeréseként 2019. március 21-én az ENSZ Antirasszizmus Világnapja alkalmából Radnóti Miklós Antirasszista Díjban részesült.

## Élete
1976-ban érettségizett a veszprémi Lovassy László Gimnáziumban. Egyetemi tanulmányokat a debreceni Kossuth Lajos Tudományegyetemen, és a greifswaldi Ernst-Moritz-Arndt Universität-en folytatott. Diplomáját a KLTE-n szerezte meg 1983-ban. Angol és német nyelven beszél.

## Kutatási területei
- Történelemtudomány: 20. századi politikai mozgalmak és államrendszerek, politikai elmélettörténet, társadalomtörténet, intézménytörténet, diplomáciatörténet
- Társadalomtudomány: szélsőséges politikai mozgalmak, nemzetközi migráció és kisebbségi integrációs problémák, kisebbségtudomány, kirekesztés, nemzetközi rendszer és terrorizmus
- Kriminológia: társadalmi kirekesztés, gyűlöletcselekmények, etnikai kisebbségek, fiatalkorúak bűnözése, határokon átlépő és nemzetközi szervezett bűnözés, nemzetközi migráció, nemzetközi rizikómenedzsment, nemzetközi és iszlám terrorizmus
- Nyelvészet: jogi, gazdasági és társadalomtudományi szakterminológia, szakfordítási és tolmácsolási kompetenciák.

## Munkahelyei
- 1986-1988 Magyar Tudományos Akadémia, Tudományos Minősítő Bizottsága, aspiráns ()
- 1987-2000 Budapesti Közgazdaságtudományi Egyetem, egyetemi docens
- 1988–1992 Institut für Zeitgeschichte, München,  vendégkutató (Hanns-Seidel-Stiftung ösztöndíjasa)
- 1999-2001 Open Society Institute RSS, nemzetközi tudományos ösztöndíjas,
- 1994-től Országos Kriminológiai Intézet (), tudományos főmunkatárs, projektvezető
- 2020-től máig Szerződéses oktató, mentor, lektor – Óbudai Egyetem, Biztonságtudományi Doktori Iskola és Afrika-kutató Intézet
- 2024 január 1-től Nyugállományba vonult, de az Óbudai Egyetem továbbra is dolgozik.

## Művei

### Könyvei
- Fasizmusértelmezések, Biadrukt kiadó, Budapest, 1995. ISBN 963044711-8
- Cigányok és idegenek. Felsőmagyarország kiadó. Miskolc, 1999. ISBN 963 9109 93 2 Elektronikus kiadás (e-könyv)
- Moderne Geschichte – Moderne Gesellschaft. Ein Lehrbuch zum Studium der Sozialwissenschaften und der Diplomatie. Univ. Lehrbuch / Egyetemi jegyzet BKE IOK. Budapest. 1995 (társszerző: Tefner Zoltán)
- Cigány integrációs problémák. Kölcsey Intézet kiadása, Budapest, 2003. ISBN 963 210 617 2
- Társadalmi összefogással a lakásmaffia ellen. (CD melléklettel, társszerkesztő: Dunavölgyi Szilveszter). BMK. Budapest. 2006 ISBN 963 06 0162 1
- Nemzetközi migráció – nemzetközi kockázatok (CD melléklettel, társszerkesztő: Dunavölgyi Szilveszter). HVGORAC Kiadó. Budapest. 2008 ISBN 978 963 258 041 8
- Az iszlám forradalom. Publikon kiadó. Pécs 2011. ISBN 978-615-5001-46-8

### Fontosabb tanulmányai
- Elméletek a modernizációról. Szociológia. 1989. 3-4. szám. 237-273. o.
- Modernizációelmélet és fasizmusértelmezés. Társadalmi Szemle, 1990. 8-9. sz. 32-43. o.
- Zwischen Hoffnung und Zweifel. Ungarns jüngster Weg in die Demokratie. In: Ungarn-Jahrbuch, Zeitschrift für Kunde Ungarns und verwandte Gebiete, Hg: G. Adriányi; H. Glassl; E. Völkl; Jg. 1991. Bd 19. Verlag Ungarisches Institut München. 1992. S. 264-285.
- A fasizmusok kérdéséhez. Valóság. 1993. 1. szám. 19-34. o.
- Bolsevizmus, fasizmus, totalitarizmus. Eszmélet. 1993. 18-19. szám. 168-185. o.
- Regionalism, Federalism and the national minorities in Eastern Central Europe. In: Kétnyelvűség – Nyelv- és Kultúrökológiai Szaklap, 1994. 4-5. szám. 68-80. o.
- Horthy Miklós dinasztikus tervei. Mozgó Világ. 1994. 7. szám. 71-75. o.
- Maffiózók internacionalizmusa – Szervezett bűnözés nemzetközi perspektívában. Kritika. 1995. 11. szám. 20-22. o.
- Egy kisebbség végzete. Cigány sors és cigány Holokauszt Németországban. Valóság 1997. 8. szám. 77-93. o.
- Nemzetközi szervezett bűnözés tegnap és ma. Társadalmi Szemle 1997. 11. szám. 19-34. o.
- Illegális bevándorlás és menekültkérdés a mai Magyarországon. Társadalmi Szemle. 1998. 4. szám. 34-53. o.
- A roma kisebbség szociológiai problémái. Magyar Tudomány. 2003. 1. szám. 99-111. o.  Archiválva 2007. november 13-i dátummal a Wayback Machine-ben
- Sozialer Wandel und grenzüberschreitende Wirtschaftskriminalität in Ungarn. In: Gropp, Walter (Hg.): Wirtschaftskriminalität und Wirtschaftsstrafrecht in einem Europa auf dem Weg zu Demokratie und Privatisierung. Leipzig 1998. S. 233-256.
- Ausländische Straftäter in Ungarn. In: Mitteleuropäische Polizeiakademie und Österr. Bundesministerium f. Inneres (Hg.): Internationale kriminelle Gruppen. MEPA Verlag, Wien, 2000. S. 59-75.
- Az iszlám forradalom. Polgári Szemle. 2005. 9. szám. 7-29. o.
- A nemzetközi terrorizmus fontosabb összetevőiről. Magyar Tudomány. 2005. 10. szám. 1269–1278. o.
- Fasizmuskoncepciók. In: Rácz Árpád (szerk.): A Hitler rejtély. Rubicon tematikus könyvek. Rubicon kiadó. 2006. Budapest.192-194. o.
- Hitler Európája. A nemzetiszocialista Európa-ideológia. In: Rácz Árpád (szerk.): A Hitler rejtély. Rubicon tematikus könyvek. Rubicon kiadó. 2006. Budapest. 220-225. o.
- Bevezetés a terrorizmus kriminológiájába. Definíció, tipológia, jog és történelem. Kriminológiai Közlemények 43. kötet, Budapest 2006.
- A terrorizmus kriminológiai perspektívában. Rendészeti Szemle. 2006. 9. sz. 45-59. o.
- A bűnözés és a kisebbségek. In: Gönczöl K. – Korinek L. – Kerezsi K. – Lévay M.: Kriminológia – Szakkriminológia. Tankönyv. CompLex kiadó. Budapest 2006. 579-596. o.
- Nemzetközi migráció, kisebbségek, társadalmi kockázatok és megoldások. Polgári Szemle. 2006. december. 14-36. o. [halott link]
- A terrorizmus biológiai és pszichológiai elméletei. Világosság 2007. 5. szám 25-41. old.
- Nemzetközi migráció – nemzetközi kockázatok. Magyar Tudomány. 2008. szeptember. 1095–1107. old. (Társszerzők: Dunavölgyi Szilveszter – Fehér Lenke – Jagusztin Tamás – Windt Szandra)  Archiválva 2012. március 5-i dátummal a Wayback Machine-ben
- A nemzetközi migráció tendenciái a 20. és 21. században elméleti és történelmi nézőpontból. In: Póczik Szilveszter-Dunavölgyi Szilveszter (szerk.): Nemzetközi migráció – nemzetközi kockázatok. HVGORAC, Budapest, 2008. 31-120. o.
- Farkasláb az ajtórésben …? A fasizmusok társadalmi előfeltételeiről történelmi és jelenkori perspektívában, avagy van-e fasisztaveszély? Polgári Szemle. 5. évf. 2009. 5. szám. 59-69. o. [halott link]
- Szegénység, bűnözés, megélhetési bűnözés. Polgári Szemle 2009. 2. szám. 40-50. o. [halott link]
- A radikális politikai iszlám eszmevilága. Magyar Tudomány 2011. 5. szám. 580-589. oldal.  Archiválva 2016. március 5-i dátummal a Wayback Machine-ben
- A gyűlöletbeszéd és holokauszttagadás szankcionálása a német nyelvű országokban. Kriminológiai Tanulmányok. 48. szám. (2011). 127-143. o.
- Crime research, organized crime and social consequences in Hungary. In: Töttel, Ursula – Büchler, Heinz: Research Conferences on Organised Criem at the Bundeskriminalamt in Germany 2088–2010. verl. von Bundeskriminalamt – Luchterhand (Wolters Kluwer Deutschland GmbH). Köln 2011. pp. 111–127.
- Szabályozott szabadság, egzisztenciális biztonság, kiszámítható jövő. Főiskolás fiatalok személyes, társadalmi és politikai attitűdjei egy empirikus kutatás tükrében. Polgári Szemle • 7. évfolyam 3. szám. 2011. július. 74-86. old. https://polgariszemle.hu/archivum/130-2011-junius-7-evfolyam-3-szam/a-valtozasok-dinamikaja/442-szabalyozott-szabadsag-egzisztencialis-biztonsag-kiszamithato-joevo

- Integration problems of the Roma in Europe and Hungary. Exclusion, persecution, deviance, crime and victimization. In: Plywaczewski, Emil (ed.): Current problems of the penal law and criminology – Actuelle Probleme des Strafrechts und der Kriminologie. LEX – Wolters Kluwer Polska, Warszawa, 2012.
- Régi terrorizmus – újfajta terrorizmus I. Kritikai vizsgálódás a terrorizmus-elméletek körében. Kriminológiai Tanulmányok 51. szám. 2014. OKRI. Budapest. 72-92. old. https://www.okri.hu/images/stories/KT/kt51_2014_sec.pdf
- Ideologies of the Radical Political Islam. In: Plywaczewski, Emil (ed.): Current problems of the penal law and criminology – Actuelle Probleme des Strafrechts und der Kriminologie. LEX – Wolters Kluwer Polska, Warszawa, 2014. pp. 669-681.
- Al-Mourabitoun – Az „őrök” szervezete Észak-Afrikában. In: Kiss Álmos Péter (szerk): Az afrikai terrorista és szakadárszervezetek. A Honvédség Vezérkar Tudományos Kutatóhely, a Magyar Honvédség Összhaderőnemi Parancsnokság és a Magyar Honvédség Geoinformációs Szolgálat kiadványa (ISBN 978-963-89948-4-4), 173-190. old.
- Régi terrorizmus – újfajta terrorizmus II. A politikai erőszak forrásai és formaváltozatai Nyugat- és Kelet-Európában a XX–XXI. század fordulóján. In: Vókó György (szerk.) Kriminológiai Tanulmányok. 2015 évi. 52. kötet, 77-102. old. https://www.okri.hu/images/stories/pdf_files/kt52_2015_sec.pdf
- Trafficking in Humans in Hungary – Perpetrators, Victims, Prevention and Prosecution. In: Töttel, Ursula – Bulanova-Hristova, Gergana – Flach, Gerhard (eds.): Research Conferences on Organized Crime at the Bundeskriminalamt in Germany. Vol III, Transnational Organized Crime 2013-2015. Polizei und Forschung. Vol. 48. Published by Bundeskriminalamt Criminalistic Institute, Luchterhand Verlag, Wiesbaden, 2016. pp. 107-113. http://www.bka.de/nn_205960/SharedDocs/Downloads/DE/Publikationen/Publikationsreihen/01PolizeiUndForschung/1__48__OrganisedCrimeResearchConferences2013-2015,templateId=raw,property=publicationFile.pdf/1_48_OrganisedCrimeResearchConferences2013-2015.pdf%5B%5D
- Roma-Gruppen in Ungarn bis Anfang des 20. Jahrhunderts – Eine historische Skizze. In: Kropf, Rudolf / Polster, Gert (Hg.): Die Volksgruppe der Roma und Sinti bis 1938. Tagungsband der 34. Schlaininger Gespräche, 14-18. September 2014. Wissenschaftliche Arbeiten aus dem Burgenland (WAB). Bd. 157. Eisenstadt 2016. S. 29-44.
- Grundzüge der Geschichte der Roma in Ungarn ab Anfang des 20. Jahrhunderts bis heute – Eine historische Skizze. In: Rudolf Kropf/Gert Polster (Hg.): Roma und Sinti von 1938 bis zur Gegenwart Tagungsband der 36. Schlaininger Gespräche 21-25. September 2015. Wissenschaftliche Arbeiten aus dem Burgenland (WAB). Bd. 158. Eisenstadt 2016. S. 347-369
- Muslim radicals from the Balkans and Hungary in the Syrian war – A comparative study with focus on social history and security policy. In: Plywaczewski, Emil W. – Guzik-Makaruk, Ewa M. (eds.): Current problems of the penal law and criminology / Aktuelle Probleme des Strafrechts und der Kriminologie. Wydawnictwo C.H. Beck, Waszawa, 2017, ISBN 978-83-255-9000-0; e-book ISBN 978-83-255-9001-7, pp. 708-722.
- A migrációspecifikus bűnelkövetés néhány aspektusáról. Kriminológiai Tanulmányok 54. OKRI, Budapest, 2017. 155-180. o. http://www.okri.hu/images/stories/KT/KT_54_2017/kt54_honlap2.pdf
- Póczik, Szilveszter, (Co-author: Sárik, Eszter (2018): Law and (B)Order: Will border fence and transit zones stop the asylum seekers wave on the Balkan route? In: Kury, Helmut, – Redo, Sławomir (eds.) Refugees and Migrants in Law and Policy. Challenges and Opportunities for Global Civic Education. Publ. by Springer International Publishing AG. Cham, Switzerland, 2018. pp. 75-109. ISBN 978-3-319-72158-3; eBook: ISBN 978-3-319-72159-0; https://doi.org/10.1007/978-3-319-72159-0, Study accessable: https://link.springer.com/chapter/10.1007/978-3-319-72159-0_3